# ريتشارد هنري هورن
للقراءة عن مؤلف كتب الأطفال ورسام الكاريكاتير ومصمم ألعاب الفيديو، ريتشارد هورن، يُنظَر إلى هاري هورس.
ريتشارد هينغيست هورن (ولد باسم ريتشارد هنري هورن) (31 ديسمبر 1802 - 13 مارس 1884) كان شاعرًا وناقدًا إنجليزيًا، اشتُهر بقصيدته أوريون.

## النشأة
ولد هورن في إدمونتون، لندن. وكان والده جيمس هورن ضابط عهدة في الكتيبة 61. انتقلت العائلة إلى غيرنسي، حيث خدمة الأب جيمس، وبقيت هناك حتى وفاته في 16 أبريل من عام 1810. نشأ هورن في منزل جدته لأبيه، وكانت موسرة، فأُرسل إلى مدرسةٍ في إدمونتون ثم إلى الكلية العسكرية الملكية في ساندهرست، إذ كان من المخطط له أن ينخرط في الجيش. غير أنّ هورن لم يمتلك شعورًا بالانضباط والالتزام إلّا ما ندر، كالشاعر آدم ليندساي غوردون الذي خدم في الأكاديمية العسكرية الملكية في وولويتش، وفي النهاية طُلب من الاثنان مغادرة الجيش. على ما يبدو أن هورن رسم كاريكاتيرًا لمدير المدرسة وشارك في أعمال التمرد. بدأ هورن الكتابة وهو لا يزال في سن المراهقة. وفي عام 1825 غادر برتبة ضابط صف بحري في سكونة ليبرتاد للقتال في سبيل استقلال المكسيك، وهناك أُسر وانضم إلى البحرية المكسيكية. خدم أيضًا في الحرب ضد إسبانيا وسافر إلى الولايات المتحدة وكندا، وعاد إلى إنجلترا في عام 1827، واتخذ الأدب مهنة له.

## حياته المهنية المبكرة
أصبح هورن صحفيًا، وتسلّم تحرير دوريّة مونثلي ريبوزيتري منذ عام 1836 وحتى عام 1837. نشر في عام 1837 قصتان محزنتان هما، كوزمو دي ميديشي وموت مارلو. وصدرت قصة درامية أخرى في عام 1840 في شكل شعرٍ غير مقفّى، بعنوان غريغوري السابع، إضافةً إلى تاريخ نابليون التي كتبها في شكل نثرٍ في عام 1841.
في نهاية عام 1840 تقريبًا، مُنح هورن وظيفة مفوض فرعي فيما يتعلق باللجنة الملكية للتحقيق في عمالة الأطفال، وركزت اللجنة بشكل خاص على عمالة الأطفال في المناجم والمصانع. أنهت هذه اللجنة أعمالها في بداية عام 1843، وفي العام ذاته نشر هورن قصيدته الملحمية أوريون. نُشرت أولًا بسعر ربع بنس، وقُرأت على نطاقٍ واسع؛ نُشرت القصيدة بعد ذلك في ثلاث طبعات بذات السعر، وثلاث طبعات أخرى بأسعارٍ مرتفعة قبل نهاية العام. أصدر هورن في العام التالي، مجلدًا من المقالات النقدية بعنوان روحُ العصر الجديدة، ساعدته فيه إليزابيث باريت براونينغ التي تبادل معها كثير من المراسلات منذ عام 1839 وحتى زواجها في عام 1846.
عاش هورن لسنوات عدة مع الكاتبة ماري غيليس وتشاركا منزليهما في أبر مونتاغو ستريت، 5 فورتيس تيراس، في منطقة كينتش تاون (أعيد تسميته لاحقًا بـ 40 فورتيس رود) وهيلسايد، فيتزروي بارك هايغيت، ومع أختها الفنانة مارغريت غيليس وشريكها الطبيب والمصلح توماس ساوثوود سميث. لاقت هذه المساكنة بين امرأتين غير متزوجتين، ورجلين أحدهما متزوج، قبولًا هادئًا من بعض الأوساط، لكنها صدمت آخرين كثر ممن نبذوا ذلك الفعل.
تزوج هورن من كاثرين فوغو (ابنة ديفيد فوغو) في عام 1847 وعاشا في بومونت كوتيج، أديليد رود، هامبستيد. لكنّ هذا الزواج لم يكن سعيدًا. توفيت كاثرين في عام 1893 ودفنت في مقبرة هايغيت مع ماري غيليس.
كان تشارلز ديكنز على معرفة بهورن ومنحه منصب محرر فرعي في مجلته الأسبوعية الجديدة كلمات مألوفة بمرتّب «خمس جنيهات في الأسبوع». بعد فشل زواج هورن وعدم رضاه عن عمله في مجلة كلمات مألوفة، قرر الهجرة إلى أستراليا في عام 1852.